# Famille Desmanet
 (juillet 2025).
 (juin 2025).
La mise en forme du texte ne suit pas les recommandations de Wikipédia : il faut le « wikifier ».
Les points d'amélioration suivants sont les cas les plus fréquents. Le détail des points à revoir est peut-être précisé sur la page de discussion.
- Les titres sont pré-formatés par le logiciel. Ils ne sont ni en capitales, ni en gras.
- Le texte ne doit pas être écrit en capitales (les noms de famille non plus), ni en gras, ni en italique, ni en « petit »…
- Le gras n'est utilisé que pour surligner le titre de l'article dans l'introduction, une seule fois.
- L'italique est rarement utilisé : mots en langue étrangère, titres d'œuvres, noms de bateaux, etc.
- Les citations ne sont pas en italique mais en corps de texte normal. Elles sont entourées par des guillemets français : « et ».
- Les listes à puces sont à éviter, des paragraphes rédigés étant largement préférés. Les tableaux sont à réserver à la présentation de données structurées (résultats, etc.).
- Les appels de note de bas de page (petits chiffres en exposant, introduits par l'outil «  Source ») sont à placer entre la fin de phrase et le point final[comme ça].
- Les liens internes (vers d'autres articles de Wikipédia) sont à choisir avec parcimonie. Créez des liens vers des articles approfondissant le sujet. Les termes génériques sans rapport avec le sujet sont à éviter, ainsi que les répétitions de liens vers un même terme.
- Les liens externes sont à placer uniquement dans une section « Liens externes », à la fin de l'article. Ces liens sont à choisir avec parcimonie suivant les règles définies. Si un lien sert de source à l'article, son insertion dans le texte est à faire par les notes de bas de page.
- La présentation des références doit suivre les conventions bibliographiques. Il est recommandé d'utiliser les modèles {{Ouvrage}}, {{Chapitre}}, {{Article}}, {{Lien web}} et/ou {{Bibliographie}}. Le mode d'édition visuel peut mettre en forme automatiquement les références.
- Insérer une infobox (cadre d'informations à droite) n'est pas obligatoire pour parachever la mise en page.

Pour une aide détaillée, merci de consulter Aide:Wikification.
Si vous pensez que ces points ont été résolus, vous pouvez retirer ce bandeau et améliorer la mise en forme d'un autre article.
 (juin 2025).
Motif : Un seul membre notoire
- Archive Wikiwix
- Bing
- Cairn
- DuckDuckGo
- E. Universalis
- Gallica
- Google
- G. Books
- G. News
- G. Scholar
- Persée
- Qwant
- (zh) Baidu
- (ru) Yandex
- (wd) trouver des œuvres sur Wikidata

| 1. | Préciser le motif de la pose du bandeau. | Précisez le motif de la pose du bandeau en utilisant la syntaxe suivante : {{admissibilité à vérifier\|date=juillet 2025\|motif=remplacez ce texte par le motif}}                     |
| 2. | Informer les utilisateurs concernés.     | Pensez à avertir le créateur de l'article, par exemple, en insérant le code ci-dessous sur sa page de discussion : {{subst:avertissement admissibilité à vérifier\|Famille Desmanet}} |

La famille Desmanet est une maison noble du sud des Pays-Bas avec plusieurs branches, éteinte en 1957.

## Histoire
- Le premier notable de la famille fut Jean Desmanet, maître des forges, marié à Barbe du Moustier.
- La famille Desmanet devient noble en 1660 par l'anoblissement de Martin Desmanet (mort en 1662), fils de Jean. Il était marié à Anne de Bruges.
- Un autre fils de Jean fut Pierre Desmanet, qui épousa Marie de Colnet, membre de la famille des célèbres souffleurs de verre. Il eut deux fils, Jean Desmanet (1656-1714), qui épousa Clémentine Desmanet, et Pierre Desmanet (1660-), qui épousa Françoise de Barbançon. Ils ont tous deux eu des enfants qui ont été anoblis.
- Parmi les enfants de Pierre, furent anoblis en 1723 : Gilles-Maximilien Desmanet, Jean Desmanet (mort en 1750), Joseph Desmanet et Célestine Desmanet.
- Avec l'anoblissement en 1725 de Philippe Desmanet, fils de Jean, la noblesse de la famille est complétée.

Après le rétablissement de la noblesse en 1816 sous le Royaume-Uni des Pays-Bas, six branches distinctes furent réintégrées dans la noblesse.

## Jean-Alexandre Desmanet
Jean-Alexandre Desmanet (Gerpinnes, 24 novembre 1734 - Barbençon, 16 décembre 1832) eut pour ancêtres :
- Martin Desmanet, le noble de 1660.
  - Martin Desmanet (mort en 1696), marié à Marguerite Desmanet.
    - Charles Benoît Desmanet (°1677), marié à Isabelle de Sire.
      - Charles-Joseph Desmanet (°1712), marié à Charlotte de Colnet.

Il était chanoine de la collégiale de Huy. Après 1815, il devient bourgmestre de Barbençon et membre des États provinciaux du Hainaut. En 1816, il fut le deuxième de la famille (après son frère Charles-Alexandre) à être anobli, étant nommé Chevalier de la Province de Hainaut. Il est resté célibataire.

## Charles Alexis Joseph Desmanet de Biesme
Charles Alexis Joseph Desmanet de Biesme (Gerpinnes, 3 mars 1758 - Namur, 6 avril 1837) fut seigneur de Biesme-la-Colonaise et de Sart-Eustache sous l'ancien régime. Il était également officier dans le régiment de Vierset à cette époque. Ses activités durant les années révolutionnaires et la période française n'ont pas été chroniquées. Il fonda une famille nombreuse avec son épouse Marie-Thérèse de Zualart (1761-1803). Onze enfants naissent entre 1782 et 1803. Trois d'entre eux sont morts en bas âge et la mère n'a pas survécu au onzième enfant.
En 1816, Desmanet fut reconnu dans la noblesse héréditaire et inclus dans la Chevalerie de la Province de Namur. En 1824, il reçut le titre de vicomte, transmissible par droit d'aînesse. Outre les quatre filles qui se marièrent avec brio, il n'eut qu'un seul fils. Il s'agissait de Pierre-Charles Desmanet de Biesme, qui devint membre du Congrès national et député et sénateur belge. Sa fille, Louise Desmanet (1826-1891), épousa le comte Charles-Amand van den Steen de Jehay. Le fils unique, Frédéric Desmanet (1831-1902), épousa Elisabeth Bénardaki (1843-1927), mais il n'eut que trois filles, de sorte que la lignée masculine s'éteignit à sa mort en 1902. Sa fille cadette, Marie-Louise Desmanet (1862-1957), veuve du comte Vittorio Sallier de la Tour, décède à Rome et est la dernière à porter le nom de la famille.

## François Benoit Joseph Ignace Desmanet de Boutonville
François Benoît Joseph Ignace Desmanet de Boutonville (Virelles, 21 janvier 1787 – Bruxelles, 31 décembre 1873) était fils de Jean-Joseph Desmanet (1731-1810) et d'Eulalie de Propper de Hun, dame de Boutonville. Jean-Joseph était le fils de Philippe Desmanet, qui fût anobli en 1725.
En 1817, François Desmanet est reconnu dans la noblesse héréditaire et est admis à la chevalerie de la province de Hainaut. Il devient par ailleurs membre des États provinciaux du Hainaut. En 1822, il est fait baron par droit d'aînesse.
Il épousa Marie-Catherine de Bruyn d'Hovorst (1798-1879) en 1816 et eut deux filles et un fils, Albéric Desmanet (1825-1880), qui resta célibataire. Cette branche de la famille s'éteignit donc avec lui.

## 'MarieLouisFrançois Florent Roch Desmanet d'Erquenne
Marie Louis François Florent Roch Desmanet d'Erquenne (Fontaine-l'Évêque, 16 août 1800 – Mons, 6 août 1870) était le fils de Philippe Josephe Eugène Desmanet, membre de la Chambre des représentants des États généraux, et de Virginie Maghe. Il était l'arrière-petit-fils de Jean Desmanet, anobli en 1723. Il épouse Marie-Louise Le Vieux de Droesbeke (1818-1898) en 1841. En 1883, la veuve obtint la reconnaissance de noblesse pour elle et sa fille au nom de son défunt mari. La seule fille survivante, Marie-Louise Desmanet (1847-1898), devient vicomtesse en 1889. Elle se marie en 1871 avec Ernest Darrigade (1843–1882), bourgmestre de Mirwart.
Cette branche de la famille s'éteint donc en 1870.

## Léopold Joseph Ladislas Desmanet de Sains
Léopold Joseph Ladislas Desmanet de Sains (Mons, 20 juin 1769 - Braine-le-Comte, 22 avril 1831) était fils de Jean Desmanet (1732-1813), seigneur de Sains, et de Catherine de Jonchère.
En 1822, il est reconnu dans la noblesse héréditaire et nommé Chevalier de la Province de Hainaut. Léopold devient membre des États provinciaux du Hainaut au nom de la Chevalerie.
Il resta célibataire et cette branche de la famille s'éteignit avec lui en 1831.

## Albert Xavier Joseph Desmanet de Grignart
Albert Xavier Joseph Desmanet de Grignart (Mons, 22 septembre 1772 – Braine-le-Comte, 15 septembre 1856) était un frère de Léopold Joseph. Son frère et lui furent reconnus nobles en 1822 et nommés Chevaliers de la Province de Hainaut. Il épousa Félicité de Wolff (1778-1853) en 1800 et ils eurent quatre enfants (deux filles et deux fils). Le fils aîné, Rodolphe Desmanet (1801-1860), eut deux filles. Le cadet, Gustave Descanton (1804-1878), eut une fille et un fils, Albert (1829-1899), qui resta célibataire.
Cette branche de la famille s'est donc éteinte en 1899.